# Jermaine Jenas
Jermaine Anthony Jenas (Nottingham, 18 febbraio 1983) è un conduttore televisivo ed ex calciatore inglese, di ruolo centrocampista.

## Carriera

### Club
Ha cominciato la carriera nelle giovanili della squadra della sua città, il Nottingham Forest. Nel 2001 debutta da professionista, e subito ripaga con 4 gol in 33 incontri. Nel febbraio 2002, appena diciottenne, viene ceduto al Newcastle United per 5 milioni di sterline, complici anche i problemi finanziari della squadra di Nottingham. Nei seguenti tre anni e mezzo con i Magpies disputa 110 gare di campionato e realizza 9 reti (152 presenze e 12 reti comprese le coppe).
Dopo che Jenas aveva affermato di non essersi trovato bene al Newcastle, il 31 agosto 2005 il Tottenham Hotspur ne acquista il cartellino per 7 milioni di sterline. La prima stagione con il nuovo club si conclude con 7 reti in 32 gare fra campionato e coppe per lui, mentre la seconda si chiude con 8 gol in 34 presenze totali. Nell'agosto 2007 il Tottenham gli ha prolungato il contratto per altri cinque anni, fino al 2012.
Il 31 agosto 2011 passa in prestito all'Aston Villa, dove mette a segno solo 3 presenze, mentre nella stagione successiva torna a militare nel Notthingham Forest. Il 31 gennaio 2013 viene ceduto insieme ad Andros Townsend al Queens Park Rangers.
Il 7 gennaio 2016 annuncia il suo ritiro dal calcio giocato.

### Nazionale
Il 12 febbraio 2003 ha debuttato con la nazionale inglese, contro l'Australia entrando al "46"esimo. Nel 2006 è stato convocato per disputare il campionato del mondo 2006 con l'Inghilterra di Eriksson.
Il 6 febbraio 2008, nell'amichevole a Wembley contro la Svizzera (terminata 2-1 per l'Inghilterra), al 40' segna il primo gol della gestione di Fabio Capello sulla panchina inglese.

## Statistiche

### Presenze e reti nei club
Statistiche aggiornate al 12 aprile 2014.
| Stagione                 | Squadra                  | Campionato               | Campionato | Campionato | Coppe nazionali | Coppe nazionali | Coppe nazionali | Coppe continentali | Coppe continentali | Coppe continentali | Altre coppe | Altre coppe | Altre coppe | Totale | Totale |
| Stagione                 | Squadra                  | Comp                     | Pres       | Reti       | Comp            | Pres            | Reti            | Comp               | Pres               | Reti               | Comp        | Pres        | Reti        | Pres   | Reti   |
| ------------------------ | ------------------------ | ------------------------ | ---------- | ---------- | --------------- | --------------- | --------------- | ------------------ | ------------------ | ------------------ | ----------- | ----------- | ----------- | ------ | ------ |
| 2000-2001                | Nottingham Forest        | FD                       | 1          | 0          | FACup+CdL       | 1+0             | 0+0             | -                  | -                  | -                  | -           | -           | -           | 2      | 0      |
| 2001-gen. 2002           | Nottingham Forest        | FD                       | 28         | 4          | FACup+CdL       | 1+2             | 0+0             | -                  | -                  | -                  | -           | -           | -           | 31     | 4      |
| gen.-giu. 2002           | Newcastle                | PL                       | 12         | 0          | FACup+CdL       | 0+0             | 0+0             | -                  | -                  | -                  | -           | -           | -           | 12     | 0      |
| 2002-2003                | Newcastle                | PL                       | 32         | 6          | FACup+CdL       | 0+1             | 0+1             | UCL                | 8                  | 0                  | -           | -           | -           | 41     | 7      |
| 2003-2004                | Newcastle                | PL                       | 31         | 2          | FACup+CdL       | 1+2             | 0+0             | UCL+CU             | 2+10               | 0+1                | -           | -           | -           | 46     | 3      |
| 2004-2005                | Newcastle                | PL                       | 31         | 1          | FACup+CdL       | 2+4             | 1+0             | CU                 | 11                 | 0                  | -           | -           | -           | 48     | 2      |
| ago. 2005                | Newcastle                | PL                       | 4          | 0          | FACup+CdL       | 0+0             | 0+0             | CI                 | 1                  | 0                  | -           | -           | -           | 5      | 0      |
| Totale Newcastle         | Totale Newcastle         | Totale Newcastle         | 110        | 9          |                 | 10              | 2               |                    | 32                 | 1                  |             | 0           | 0           | 152    | 12     |
| 2005-2006                | Tottenham                | PL                       | 30         | 6          | FACup+CdL       | 1+1             | 0+1             | -                  | -                  | -                  | -           | -           | -           | 32     | 7      |
| 2006-2007                | Tottenham                | PL                       | 25         | 6          | FACup+CdL       | 2+1             | 1+0             | CU                 | 6                  | 1                  | -           | -           | -           | 34     | 8      |
| 2007-2008                | Tottenham                | PL                       | 29         | 4          | FACup+CdL       | 6+3             | 2+0             | CU                 | 7                  | 0                  | -           | -           | -           | 45     | 6      |
| 2008-2009                | Tottenham                | PL                       | 32         | 4          | FACup+CdL       | 0+3             | 0+0             | CU                 | 4                  | 0                  | -           | -           | -           | 39     | 4      |
| 2009-2010                | Tottenham                | PL                       | 19         | 1          | FACup+CdL       | 2+2             | 0+0             | -                  | -                  | -                  | -           | -           | -           | 23     | 1      |
| 2010-2011                | Tottenham                | PL                       | 20         | 0          | FACup+CdL       | 1+0             | 0+0             | UCL                | 8                  | 0                  | -           | -           | -           | 29     | 0      |
| Totale Tottenham         | Totale Tottenham         | Totale Tottenham         | 155        | 21         |                 | 22              | 4               |                    | 25                 | 1                  |             | 0           | 0           | 202    | 26     |
| 2011-2012                | Aston Villa              | PL                       | 3          | 0          | FACup+CdL       | 0+0             | 0+0             | -                  | -                  | -                  | -           | -           | -           | 3      | 0      |
| 2012-gen. 2013           | Nottingham Forest        | FLC                      | 6          | 1          | FACup+CdL       | 0+0             | 0+0             | -                  | -                  | -                  | -           | -           | -           | 6      | 1      |
| Totale Nottingham Forest | Totale Nottingham Forest | Totale Nottingham Forest | 35         | 5          |                 | 4               | 0               |                    | 0                  | 0                  |             | 0           | 0           | 39     | 5      |
| gen.-giu. 2013           | QPR                      | PL                       | 12         | 2          | FACup+CdL       | 0+0             | 0+0             | -                  | -                  | -                  | -           | -           | -           | 12     | 2      |
| 2013-2014                | QPR                      | FLC                      | 26         | 2          | FACup+CdL       | 0+2             | 0+0             | -                  | -                  | -                  | -           | -           | -           | 28     | 2      |
| 2014-gen. 2015           | QPR                      | PL                       | 0          | 0          | FACup+CdL       | 0+0             | 0+0             | -                  | -                  | -                  | -           | -           | -           | 0      | 0      |
| Totale QPR               | Totale QPR               | Totale QPR               | 38         | 4          |                 | 2               | 0               |                    | 0                  | 0                  |             | 0           | 0           | 40     | 4      |
| Totale carriera          | Totale carriera          | Totale carriera          | 341        | 39         |                 | 38              | 6               |                    | 57                 | 2                  |             | 0           | 0           | 436    | 47     |

### Presenze e reti in nazionale
| Cronologia completa delle presenze e delle reti in nazionale ― Inghilterra | Cronologia completa delle presenze e delle reti in nazionale ― Inghilterra | Cronologia completa delle presenze e delle reti in nazionale ― Inghilterra | Cronologia completa delle presenze e delle reti in nazionale ― Inghilterra | Cronologia completa delle presenze e delle reti in nazionale ― Inghilterra | Cronologia completa delle presenze e delle reti in nazionale ― Inghilterra | Cronologia completa delle presenze e delle reti in nazionale ― Inghilterra | Cronologia completa delle presenze e delle reti in nazionale ― Inghilterra |
| Data                                                                       | Città                                                                      | In casa                                                                    | Risultato                                                                  | Ospiti                                                                     | Competizione                                                               | Reti                                                                       | Note                                                                       |
| -------------------------------------------------------------------------- | -------------------------------------------------------------------------- | -------------------------------------------------------------------------- | -------------------------------------------------------------------------- | -------------------------------------------------------------------------- | -------------------------------------------------------------------------- | -------------------------------------------------------------------------- | -------------------------------------------------------------------------- |
| 12-2-2003                                                                  | Londra                                                                     | Inghilterra                                                                | 1 – 3                                                                      | Australia                                                                  | Amichevole                                                                 | -                                                                          | 46’                                                                        |
| 22-5-2003                                                                  | Durban                                                                     | Sudafrica                                                                  | 1 – 2                                                                      | Inghilterra                                                                | Amichevole                                                                 | -                                                                          | 51’                                                                        |
| 3-6-2003                                                                   | Leicester                                                                  | Inghilterra                                                                | 2 – 1                                                                      | Serbia e Montenegro                                                        | Amichevole                                                                 | -                                                                          | 46’                                                                        |
| 16-11-2003                                                                 | Manchester                                                                 | Inghilterra                                                                | 2 – 3                                                                      | Danimarca                                                                  | Amichevole                                                                 | -                                                                          | 66’                                                                        |
| 18-2-2004                                                                  | Faro                                                                       | Portogallo                                                                 | 1 – 1                                                                      | Inghilterra                                                                | Amichevole                                                                 | -                                                                          | 87’                                                                        |
| 31-3-2004                                                                  | Göteborg                                                                   | Svezia                                                                     | 1 – 0                                                                      | Inghilterra                                                                | Amichevole                                                                 | -                                                                          | 60’                                                                        |
| 18-8-2004                                                                  | Newcastle                                                                  | Inghilterra                                                                | 3 – 0                                                                      | Ucraina                                                                    | Amichevole                                                                 | -                                                                          | 74’                                                                        |
| 13-10-2004                                                                 | Baku                                                                       | Azerbaigian                                                                | 0 – 1                                                                      | Inghilterra                                                                | Qual. Mondiali 2006                                                        | -                                                                          | 72’                                                                        |
| 17-11-2004                                                                 | Madrid                                                                     | Spagna                                                                     | 1 – 0                                                                      | Inghilterra                                                                | Amichevole                                                                 | -                                                                          | 60’                                                                        |
| 9-2-2005                                                                   | Birmingham                                                                 | Inghilterra                                                                | 0 – 0                                                                      | Paesi Bassi                                                                | Amichevole                                                                 | -                                                                          | 81’                                                                        |
| 28-5-2005                                                                  | New Jersey                                                                 | Stati Uniti                                                                | 1 – 2                                                                      | Inghilterra                                                                | Amichevole                                                                 | -                                                                          |                                                                            |
| 31-5-2005                                                                  | East Rutherford                                                            | Inghilterra                                                                | 3 – 2                                                                      | Colombia                                                                   | Amichevole                                                                 | -                                                                          |                                                                            |
| 17-8-2005                                                                  | Copenaghen                                                                 | Danimarca                                                                  | 4 – 1                                                                      | Inghilterra                                                                | Amichevole                                                                 | -                                                                          | 84’                                                                        |
| 12-10-2005                                                                 | Manchester                                                                 | Inghilterra                                                                | 2 – 1                                                                      | Polonia                                                                    | Qual. Mondiali 2006                                                        | -                                                                          | 84’                                                                        |
| 1-3-2006                                                                   | Liverpool                                                                  | Inghilterra                                                                | 2 – 1                                                                      | Uruguay                                                                    | Amichevole                                                                 | -                                                                          | 46’                                                                        |
| 1-6-2007                                                                   | Londra                                                                     | Inghilterra                                                                | 1 – 1                                                                      | Brasile                                                                    | Amichevole                                                                 | -                                                                          | 76’                                                                        |
| 6-6-2007                                                                   | Tallinn                                                                    | Estonia                                                                    | 0 – 3                                                                      | Inghilterra                                                                | Qual. Euro 2008                                                            | -                                                                          | 88’                                                                        |
| 6-2-2008                                                                   | Londra                                                                     | Inghilterra                                                                | 2 – 1                                                                      | Svizzera                                                                   | Amichevole                                                                 | 1                                                                          | 57’                                                                        |
| 20-8-2008                                                                  | Londra                                                                     | Inghilterra                                                                | 2 – 2                                                                      | Rep. Ceca                                                                  | Amichevole                                                                 | -                                                                          | 80’                                                                        |
| 10-9-2008                                                                  | Zagabria                                                                   | Croazia                                                                    | 1 – 4                                                                      | Inghilterra                                                                | Qual. Mondiali 2010                                                        | -                                                                          | 55’                                                                        |
| 14-11-2009                                                                 | Doha                                                                       | Brasile                                                                    | 1 – 0                                                                      | Inghilterra                                                                | Amichevole                                                                 | -                                                                          |                                                                            |
| Totale                                                                     |                                                                            | Presenze                                                                   | 21                                                                         |                                                                            | Reti                                                                       | 1                                                                          |                                                                            |

## Palmarès
- Coppa di Lega inglese: 1

Tottenham: 2007-2008